# Marcello Abbado

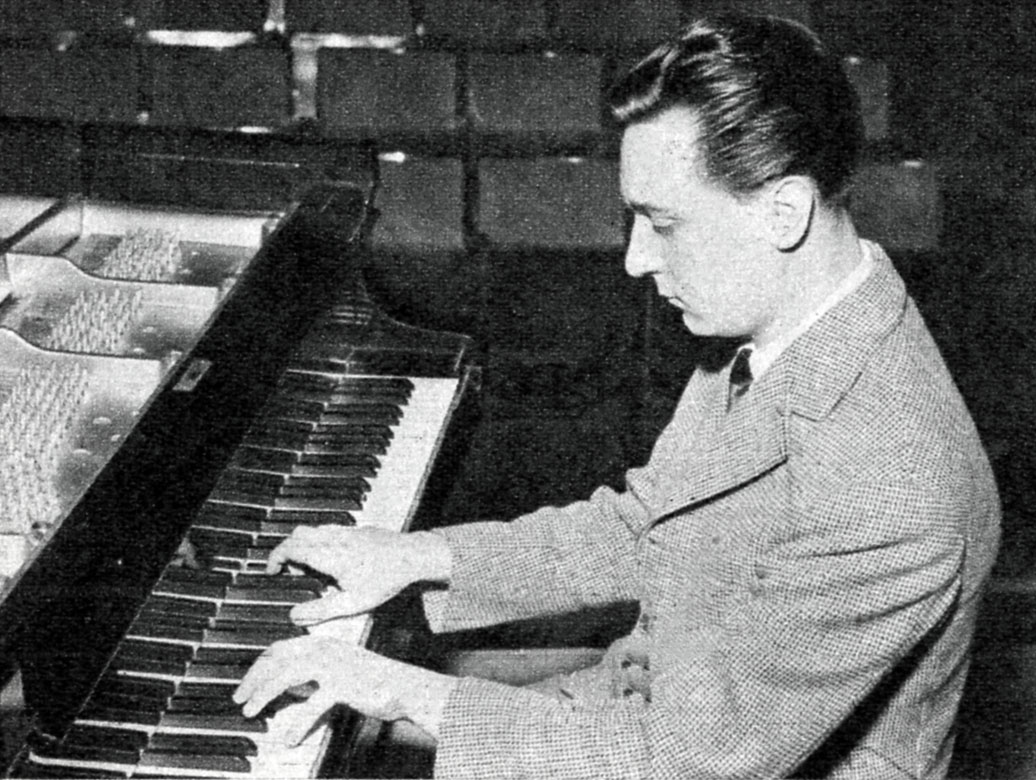
Marcello Abbado in den 1950er Jahren

Marcello Abbado (* 7. Oktober 1926 in Mailand; † 4. Juni 2020 in Stresa) war ein italienischer Komponist und Pianist.

## Leben
Marcello Abbado wurde in eine musikalische Familie hineingeboren: Er war der Sohn von Michelangelo Abbado, Bruder von Claudio Abbado und Vater von Roberto Abbado.
Marcello Abbado erhielt zunächst privaten Klavierunterricht bei Gianandrea Gavazzeni und studierte anschließend am Mailänder Konservatorium bei Giulio Cesare Paribeni (1881–1960) und Komposition bei Giorgio Federico Ghedini. 1947 wurde er graduiert.
Als Pianist trat er weltweit auf bedeutenden Bühnen auf und arbeitete unter anderem mit Paul Hindemith, Wolfgang Sawallisch und Guido Cantelli zusammen.
Ab 1951 wurde er als Dozent an das Konservatorium von Venedig berufen. Es folgten Lehraufträge an den Konservatorien in Bologna und Parma. Von 1958 bis 1966 leitete er das staatliche Konservatorium Giuseppe Nicolini in Piacenza. Danach leitete er das staatliche Konservatorium Gioacchino Rossini in Pesaro von 1966 bis 1972, und schließlich war er von 1972 bis 1996 Direktor des Konservatoriums Giuseppe Verdi in Mailand. In dieser Zeit war er auch Mitglied im Vorstand der Mailänder Scala. 1993 gründete er zusammen mit Vladimir Delman das Orchestra Sinfonica di Milano Giuseppe Verdi, dessen künstlerischer Leiter er von 1993 bis 1996 war.

## Werke (Auswahl)
- Ciapo per voce e 9 strumenti su testi trovadorici anonimi [für Stimme und neun Instrumente auf Texte anonymer Troubadors]; publiziert in der Edition Suvini Zerboni in Mailand und bei Schott in Mainz; 1945 OCLC 724909903
- Cantata per voce e 6 strumenti su testo del rituale sacro romano [Kantate für Stimme und 6 Instrumente auf Texte des heiligen römischen Rituals] für Flöte, Klarinette, Violine, Viola, Violoncello, Klavier und Sologesang nach Texten des heiligen römischen Rituals; publiziert in der Edition Suvini Zerboni in Mailand und bei Schott in Mainz; 1948 OCLC 724909892
- Lento und Rondo für Violine und Klavier; publiziert in der Edition Suvini Zerboni; 1950 OCLC 23741414
- Sonate für Flöte solo, 1953 OCLC 610992484
- Variationen über ein Menuett von Bach für Klavier; publiziert in der Edition Zerboni; 1953 OCLC 24580123
- Variationen über ein Thema Mozarts für Orchester; publiziert in der Edition Suvini Zerboni in Mailand und bei Schott in Mainz; 1954 OCLC 724909923
- Quindici poesie t'ang per mezzosoprano e 4 strumenti su antichi testi cinesi tradotti da G. Prampolini [Fünfzehn Gedichte t'ang für Mezzosopran und vier Instrumente auf antike chinesische Texte, übersetzt von G. Prampolini]; für Mezzosopran, Flöte, Oboe, Violoncello, Klavier;publiziert in der Edition Suvini Zerboni, 1962[5][6] In der DNB wird als Titel e 5 instrumenti gelistet, aber nur 4 aufgeführt, bei Schott steht e 4 instrumenti schon im Titel[7]OCLC 20165364
- Costruzioni [Baukasten/Konstruktionen] für 5 kleine Orchester; Orchester I: Streicher. Orchester II: Zwei Harfen und Streicher. Orchester III: Celesta, Sistrum, Glockenspiel, Xylophon, Vibraphon, Pauken und Klavier. Orchester IV: Vier Hörner, vier Trompeten; vier Posaunen. Orchester V: Piccolo, zwei Flöten, drei Oboen, drei Klarinetten; zwei Fagotte, Kontrafagott; komponiert 1963, publiziert bei Ricordi, 1965  OCLC 725156549
- Doppelkonzert für Violine, Klavier und Kammerorchester; publiziert bei Ricordi; 1965 OCLC 725169978
- Riverberazioni [Echos/Nachklänge] für Flöte. Oboe, Fagott und Klavier; publiziert bei Ricordi; 1965 OCLC 1947988
- Fasce sonore [Klangbänder] für zwei Klaviere und Kammerorchester, publiziert bei Ricordi; 1973 OCLC 725028977 RISM ID: 850812695
- Quadrupelkonzert für Klavier, Violine, Viola, Violoncello und Orchester; publiziert bei Ricordi; 1973 OCLC 725029008 RISM ID: 850815815
- Streichquartett Nr. 2, 1976
- Streichquartett Nr. 3, 1976
- Ottavo ricercare für Violine und Orchester, Edizioni Curchi, 1997 OCLC 56400164
- Costruzioni... e ricostruzioni für Orchester, komponiert 2007, publiziert bei Ricordi OCLC 226355510 RISM ID: 850813113
- Aus dem Klavier für Klavier
- Chaconne für Violine
- Concerto für Orchester